# Every Inch a King
Every Inch a King è un cortometraggio muto del 1914. Il nome del regista non viene riportato.

## Trama
Nonostante sia innamorato di un'americana, re Leofric di Vidonia - per ragioni politiche - deve rinunciare al suo amore per un matrimonio di stato. Quando a Vidonia scoppia la guerra civile, gli Stati Uniti inviano i marines in aiuto del re. Leofric, alla fine, potrà riunirsi alla donna che ama.

## Produzione
Il film fu prodotto dalla Essanay Film Manufacturing Company.

## Distribuzione
Distribuito dalla General Film Company, il film - un cortometraggio in due bobine - uscì nelle sale cinematografiche USA l'11 dicembre 1914.